# عین‌الدین همدرد
عین‌الدین همدرد (زاده: ۱۳۳۱ ولسوالی پرچمن، ولایت فراه) سیاست‌مدار افغانستانی و نماینده مردم فراه در دوره پانزدهم مجلس نمایندگان افغانستان است.

## زندگی‌نامه
عین‌الدین همدرد متولد ۱۳۳۱ از ولسوالی پرچمن ولایت فراه افغانستان است. وی فارغ‌التحصیل دارالمعلمین عالی قندهار است.

## دیگر فعالیت‌ها
- معلم.[۱]